# Dům U rytířů (Praha)

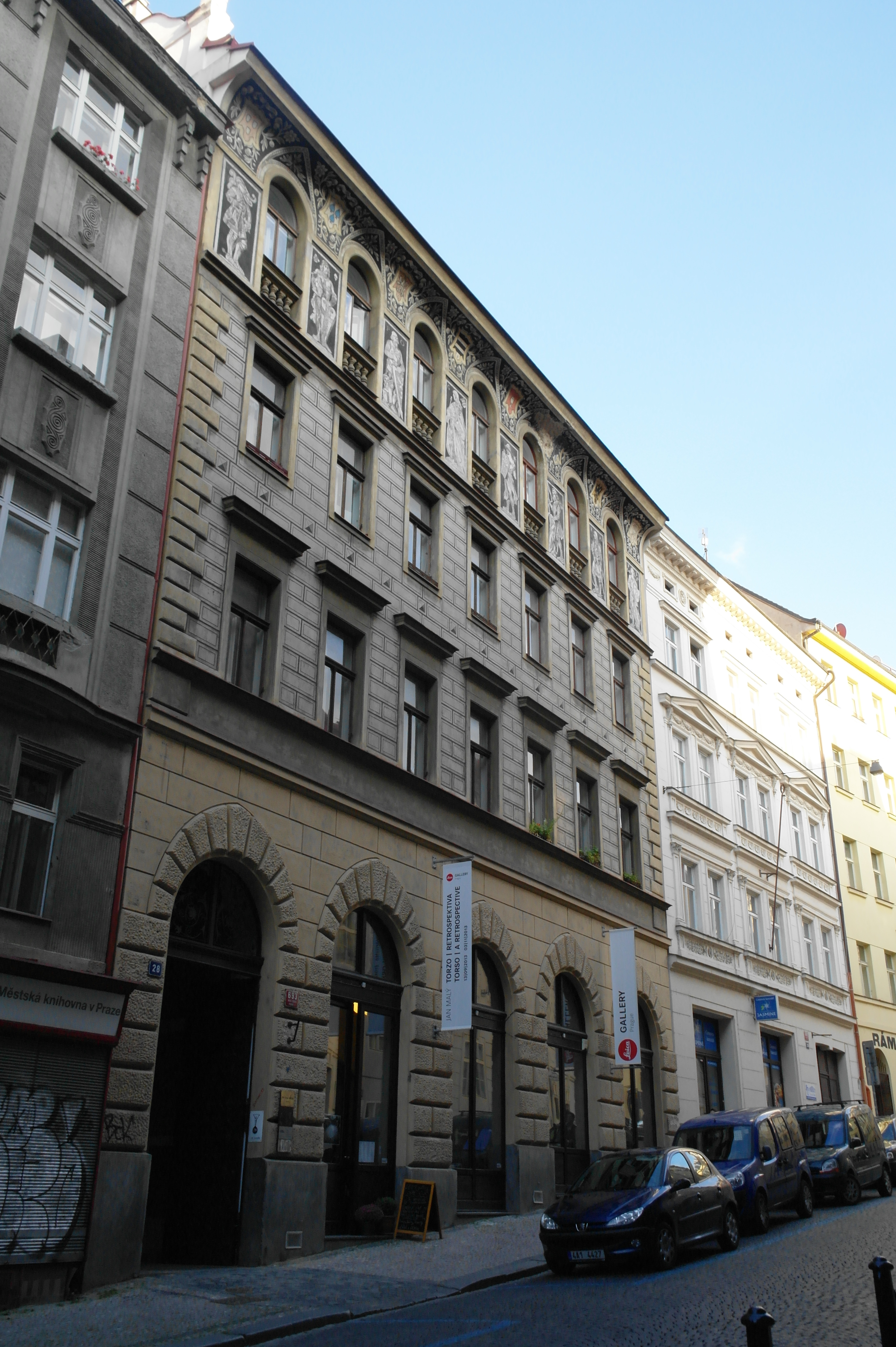
Dům U Rytířů se sgrafity navrženými Mikolášem Alšem

Dům U Rytířů se nachází v Praze 1, na Novém Městě, v ulici Školské 28, č. p. 693. Od 3. 5. 1958 je chráněn jako nemovitá kulturní památka. Národní památkový ústav ho uvádí v katalogu památek pod rejstříkovým číslem ÚSKP 44480/1-1730.
Obzvlášť cenné na něm jsou dobové snahy vytvořit typ české národní architektury. Dům je dokladem vícepatrové blokové zástavby na Novém Městě na konci 19. a na začátku 20. století. Jeho novorenesanční výzdoba je ukázkou, jak tehdy vypadaly novoměstské domy.

## Původ názvu domu U Rytířů
Pojmenování vychází z jeho výzdoby: ve třetím patře průčelí se mezi okny nachází osm postav králů, rytířů a bojovníků, v podobě, jakou jim dal Mikoláš Aleš.

## Z historie domu U Rytířů
V letech 1887-1888 byl podle plánů bratří Rixyů na místě odedávna obydleném postaven činžovní novorenesanční čtyřpodlažní dům.

### Popis domu
Třípatrový dům má dvě křídla spojená schodištěm. Hlavní budova je obrácena do ulice, druhá do zahrady. Půdorys je nepravidelný, s dvorem a dvorní přístavbou. Průčelí zdobí několik říms. Přízemí člení pět oblouků s kvádrovanou rustikou. V prvním a druhém patře jsou psaníčková sgrafita. V těchto dvou patrech jsou okna pravoúhlého tvaru. V horním patře hlavního průčelí byli podle kartonů Mikoláše Alše vyobrazeni čeští panovníci a hrdinové legend; v římse dům dále zdobí znaky českých měst.
Sgrafita pokrývají mimo jiné valené klenby průjezdu do dvora, kde stojí dva rytíři v brnění. Na stropě je namalováno nebe se Sluncem uprostřed, hvězdami a zvěrokruhem.
Dům má výzdobu figurální i ornamentální, plastickou, malířskou i sgrafitovou v novorenesančním stylu.
Kryje ho sedlová střecha.

### T. G. Masaryk

#### V Praze
Tomáš Garrigue Masaryk s rodinou bydlel v Praze na několika místech, třikrát na pravém břehu Vltavy, sedmkrát na levém. Než se přistěhovali do domu U Rytířů ve Školské ulici, bydleli na Královských Vinohradech v ulici Jana Masaryka 22, a to ve vile Osvěta. Po šesti letech se z ní odstěhovali z politických důvodů: probíhal spor o pravost rukopisů Královédvorského a Zelenohorského.

#### Ve Školské ulici
V Praze 1 ve Školské ulici Masarykovi zůstali od listopadu 1888 do července 1890. Dům tehdy nesl číslo 26.
Byt rodiny Masarykových v domě U Rytířů se nacházel ve zvýšeném přízemí. Měl čtyři pokoje a kuchyň, byl tedy velký, s pokoji o ploše 30 metrů čtverečních, s výhledem do dvora.
Masarykův bratr Ludvík nedaleko odtud vlastnil vinárnu a Masarykovi k němu často chodili na obědy. V době, kdy žili v tomto domě, se jim narodila dcera Eleonora, která ale v útlém věku čtyř měsíců zemřela. Děti (Alice a Herbert) chodily do obecné školy ve Školské ulici.
Masarykovi se v létě 1890 odstěhovali do Tomášské ulice.

## Využití domu U Rytířů
Využití domu není pouze obytné a obchodní, ale také galerijní.
Přístavbu ve dvoře, jejíž návrh pochází z roku 1939, využívá galerie Leica Gallery Prague. Do nedávna se tam nacházela kovodílna. V roce 1999 prošla budova díky Linhartově nadaci rekonstrukcí a multifunkční prostor byl otevřen pro veřejnost pro neziskové kulturní a umělecké aktivity.